# Ernesto Ferrero

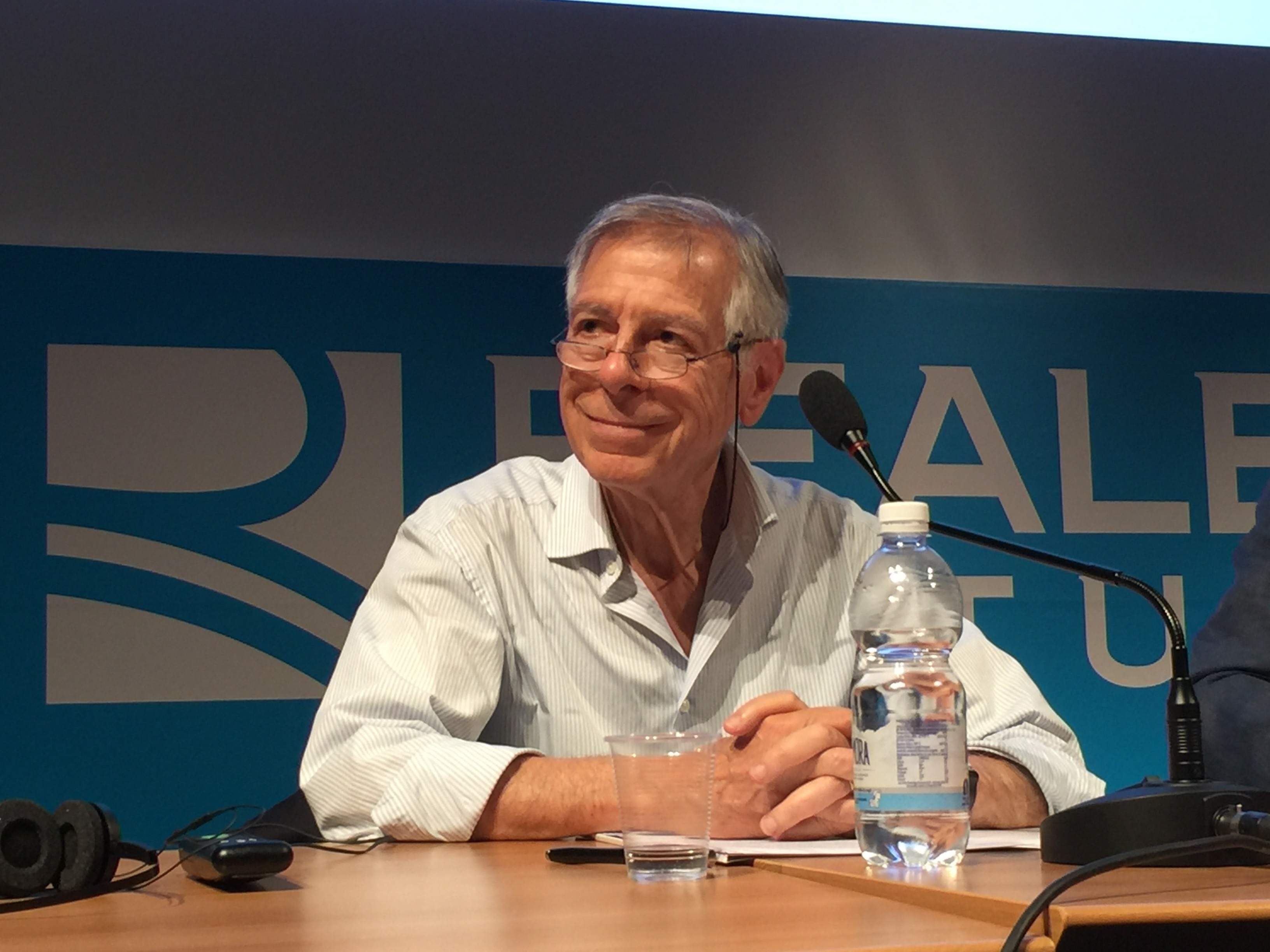
Ernesto Ferrero

Ernesto Ferrero (Turijn, 6 mei 1938 – aldaar, 31 oktober 2023) was een Italiaans schrijver, 
linguïst en literatuurcriticus.

## Leven en werk
Ferrero was lange tijd een vooraanstaand persoon in de Italiaanse uitgeverswereld en vanaf de jaren zeventig ook literatuurcriticus. Hij schreef belangrijk werk over Carlo Emilio Gadda, Italo Calvino en Primo Levi, alsook een geroemde biografie over Gilles de Rais (koning Blauwbaard). In Italië staat Ferrero ook bekend als televisiepersoonlijkheid en presenteerde hij onder meer cultuurprogramma’s voor de RAI.
Ferrero debuteerde in 1980 als prozaschrijver met de roman Cervo Bianco, naar een waargebeurd verhaal over een nep-indianenopperhoofd. Vervolgens legde hij zich pas vanaf de eeuwwisseling opnieuw toe op literaire arbeid. Voor zijn roman N. (2000) ontving hij de Premio Strega, de meest prestigieuze Italiaanse literatuurprijs. N. beschrijft de 300 dagen die Napoleon Bonaparte in verbanning doorbrengt op Elba, vanuit het gezichtspunt van zijn bibliothecaris. Het is een levendig intrigerende karakterschets in het kader van de historische gebeurtenissen van 1814-1815, waarbij tijdloze vragen aan de orde komen over oorlog, liefde en het 'overwinnen van het kwaad'. N. werd in vele landen vertaald, ook in het Nederlands, en in 2006 verfilmd door Paolo Virzì.
Ferrero’s  roman, I migliori anni della nostra vita (2005), beschrijft het Italiaanse culturele leven in de jaren zestig en zeventig, en maakte in Italië veel discussies los over de rol die uitgevers daarin speelden.
Ferrero geldt ook als een belangrijk vertaler van het Frans in het Italiaans (Flaubert, Céline).
Hij overleed op 85-jarige leeftijd. 

### Kritieken / essays
- I gerghi della mala dal '400 a oggi,1972;
- Carlo Emilio Gadda, 1972
- Barbablù. Gilles de Rais e il tramonto del Medioevo, 1975
- Dizionario storico dei gerghi italiani, 1991
- Album Calvino, 1995
- Primo Levi: un’antologia della critica, 1997
- Lezioni napoleoniche, 2002

### Proza
- L'ottavo nano. (kinderroman) 1972
- Cervo Bianco, (roman) 1980
- N. (Roman), 2000
- L'anno dell'Indiano, (roman) 2001
- Elisa, (theatermonoloog) 2002
- I migliori anni della nostra vita, 2005

## Weblinks
- (it)  Website Ferrero

- Bibsys: 97012431
- Biblioteca Nacional de España: XX1020793
- Bibliothèque nationale de France: cb121759989 (data)
- Catàleg d'autoritats de noms i títols de Catalunya: 981058517002606706
- CiNii: DA07440883
- Gemeinsame Normdatei: 130278505
- International Standard Name Identifier: 0000 0001 2128 8881
- Library of Congress Control Number: n89612942
- Nationale Bibliotheek van Letland: 000046430
- Nationale Bibliotheek van Israël: 987007261002105171
- Nationale en Universitaire bibliotheek Zagreb: 000440458
- Nederlandse Thesaurus van Auteursnamen: 068591268
- Réseau des bibliothèques de Suisse occidentale: 02-A003239752
- Istituto Centrale per il Catalogo Unico: CFIV051659
- Système universitaire de documentation: 030319846
- Virtual International Authority File: 39419605
- WorldCat: E39PBJbM7BT6qrGtqGTmXWM9Dq